# Mongoolse gazelle
De Mongoolse gazelle (Procapra gutturosa) is een zoogdier uit de familie van de holhoornigen (Bovidae). De wetenschappelijke naam van de soort werd voor het eerst geldig gepubliceerd door Peter Simon Pallas in 1777.

## Kenmerken
De mannetjes van de Mongoolse gazelle bereiken een kop-romplengte van 105 à 148 cm, een schofthoogte van 62 à 84 cm en een gewicht van 24 à 39 kg. Vrouwtjes zijn over het algemeen kleiner en bereiken een kop-romplengte van 110 à 121 cm, een schouderhoogte van 54 à 74 cm en een gewicht van 20 à 28 kg. Daarnaast hebben beide geslachten een staartlengte van 5 à 12 cm. De Mongoolse gazelle heeft een stevige bouw, met een brede achterzijde en borst. Alleen de mannetjes dragen hoorns. Deze bereiken een maximale lengte van 28 cm. De grijze tot zwartkleurige hoorns verschijnen bij de jonge mannetjes wanneer zij 3,5 à 4 maanden oud zijn. 's Winters heeft de Mongoolse gazelle een bleekgrijze vacht en 's zomers is deze geelachtig zandkleurig. De onderzijde is vuilwit, zonder duidelijke overgang tussen het onder- en bovenlichaam. Ook heeft de soort geen duidelijke markeringen op de kop, zoals veel andere gazelles wel hebben.

## Biotoop en voedsel
Mongoolse gazelles leven op graslanden en droge steppen. Bloemen en kruidachtige gewassen beslaan tijdens de lente circa 55% van hun dieet, maar grassen en zeggen spelen in andere seizoenen een grotere rol. Mongoolse gazelles graven naar planten uit de lookfamilie, hun favoriete voedsel in de zomer en herfst. Met uitzondering van het broedseizoen trekken ze over grote afstanden op zoek naar voedsel. Natuurbranden, de extensieve veeteelt, bodem- en landschappelijke eigenschappen hebben allemaal invloed op de beschikbaarheid van voedsel. De soort drink water tijdens droge of hete omstandigheden en neemt 's winters water op door sneeuw te eten, maar meestal is de dauw op bladeren toereikend.

## Voortplanting
Het paarseizoen begint vanaf midden november en kan duren tot begin februari. De geboorte vindt meestal plaats tussen midden juni en midden juli, na een draagtijd van 6,5 à 7 maanden.
In de bronsttijd is de larynx van het mannetje opgezwollen, waardoor hij lage klanken kan bulderen. Hiermee laat hij zijn dapperheid blijken en laat hij aan de vrouwtjes zien dat hij klaar is om te paren. In de bronstperiode verdedigen de mannetjes een territorium en heeft een mannetje gemiddeld twaalf vrouwtjes in zijn kudde. De territoria houden slechts twee à drie weken, waarin ook de paring plaatsvindt. Vrouwtjes zijn na 1,5 jaar geslachtsrijp. Van april tot mei, wanneer de winter plaatsmaakt voor de lente, begint de kuddevorming en trekken ze naar de kalvergronden. Deze bevinden zich in heuvelachtige steppegebieden met veel dekking. Ondanks de variatie in de periode waarin de paartijd zich uitstrekt, verloopt het bevallen vrijwel synchroon. Hierdoor is het predatierisico lager.

## Gedrag
Wanneer ze uitrusten, 's nachts en soms overdag, graven ze kuilen in de grond of sneeuw. Dit gedrag wordt ook waargenomen bij de Tibetaanse antilope (Pantholops hodgsonii).

## Voorkomen
De soort komt voornamelijk voor in het oosten van Mongolië, met geïsoleerde populaties in het zuiden, midden en westen van Mongolië. In China beperkt tot een kleine, niet migrerende populatie en dieren die vanuit Oost-Mongolië de grens oversteken. In Oost-Siberië op enkele locaties in het zuiden van Transbaikal te vinden.

## Status
De soort staat op de Rode Lijst van de IUCN ingeschaald als niet bedreigd. Desondanks is het verspreidingsgebied van de soort sinds de jaren '50 van de twintigste eeuw met 76% achteruit gegaan, met een gelijktijdige achteruitgang in aantal. In de jaren '50 werd hun aantal op meerdere miljoenen geschat. Anno 2011 ligt het aantal tussen de 700.000 en 1.000.000 individuen, waarvan het merendeel zich in het oosten van Mongolië bevindt.